# Buch Samuel
Das Buch Samuel ist Teil der hebräischen Bibel. Es ist nach dem Propheten Samuel benannt, mit dessen Geburtsgeschichte die Erzählung beginnt. Thema des Buches ist die Entstehung des Königtums Israel mit Saul und David als den ersten beiden Königen. Trotz der heute üblichen Teilung in Erstes und Zweites Buch Samuel handelt es sich historisch gesehen um ein zusammenhängendes Buch, das traditionell auf einer Schriftrolle notiert war. Die Unterteilung geht auf die Septuaginta zurück (Bücher der Königtümer) und wurde erst im Zeitalter des Buchdrucks zusammen mit der Kapiteleinteilung der Vulgata zum Zitationsstandard auch für den hebräischen Text. Der Artikel behandelt die beiden Samuelbücher daher als Einheit.

## Inhalt
Inhaltsangaben in der Reihenfolge des Textes finden sich in den Artikeln zum 1. und 2. Buch Samuel.

## Der Text des Samuelbuches

Stemma codicum des Samuelbuches (nach Benjamin Ziemer)

Vom Samuelbuch existieren mehrere Textfassungen, die streckenweise größere Differenzen untereinander aufweisen. Die bedeutendsten sind die Qumranhandschriften, der Masoretische Text, sowie die verschiedenen griechischen Textfassungen. Weil die ursprüngliche Septuaginta (Old Greek) in keiner Handschrift rein erhalten ist, sind für das Samuelbuch neben dem Codex Vaticanus auch die sogenannten lukianischen Handschriften (Antiochenischer Text) von besonderer Bedeutung.

### Qumran
Die ältesten erhaltenen Handschriften des Samuelbuches stammen aus Qumran. Dort wurde im letzten Jahrhundert in zwei Höhlen eine große Anzahl an Schriftrollen-Bruchstücken gefunden, die zu insgesamt vier verschiedenen Samuel-Rollen gehören (1QSam, 4QSama-c). Zusammengenommen enthalten diese Bruchstücke etwa ein Zwölftel des gesamten Textes des Samuelbuches.
Bei 4QSamb handelt es sich um eine der ältesten erhaltenen Bibelhandschriften überhaupt. Sie kann als eine von ganz wenigen Qumran-Funden in das dritte vorchristliche Jahrhundert datiert werden. Die anderen drei Samuel-Handschriften (1QSam, 4QSama+c) dürften (wie die große Mehrheit der Bibelhandschriften aus Qumran) in das zweite oder erste vorchristliche Jahrhundert zu datieren sein.
Der Text der Samuel-Rollen aus Qumran weicht in vielen Fällen signifikant vom späteren masoretischen Text ab. Oft decken sich die Abweichungen mit dem Text der Septuaginta, besonders häufig im Fall von 4QSama, der am besten erhaltenen Handschrift. Obwohl das Verhältnis zwischen Qumran und masoretischem Text im Einzelfall oft kontrovers beurteilt wird, herrscht dahingehend Konsens, dass insbesondere 4QSamb an vielen Stellen einen im Vergleich zum masoretischen Text älteren und besseren Text des Samuelbuches bezeugt. Allerdings erschwert der fragmentarische Erhaltungszustand der Qumranhandschriften das textkritische Urteil.

### Septuaginta

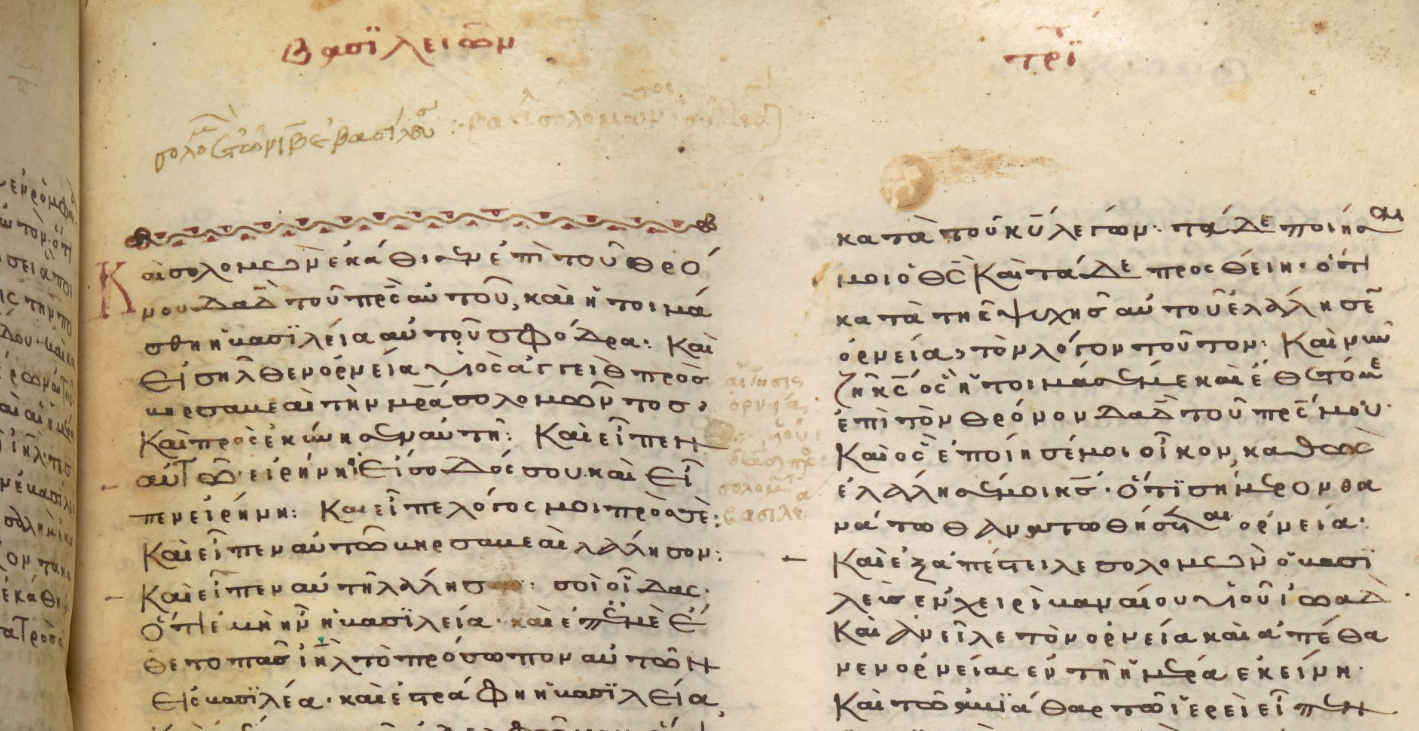
Eine Handschrift des antiochenischen Textes aus dem 13. Jahrhundert (Royal MS 1 D. II der British Library = Rahlfs 93): Anfang des 1. Buchs der Königtümer (= 1. Sam 1)

Der zweite wichtige Textzeuge für das Samuelbuch ist die im 3./2. vorchristlichen Jahrhundert angefertigte Bibelübersetzung ins Griechische, die Septuaginta (LXX). Die Übersetzung des Samuelbuches ist im Vergleich zu anderen Übersetzungen der Septuaginta relativ wörtlich. Allerdings verwendet der Übersetzer auch freie Wiedergaben. Mit übersetzungstechnischen Kenntnissen kann man gut zurückschließen auf den hebräischen Text, der dem Übersetzer vorlag. Die so erkennbaren Übereinstimmungen zwischen Lesarten der Septuaginta und Lesarten aus Qumran gegen Lesarten des masoretischen Textes lassen unterschiedliche Schlüsse zu: Die Übereinstimmungen zwischen 4QSamb und der Septuaginta gegen den Masoretischen Text bezeugen nach Auffassung von Frank Moore Cross keine Nähe dieser beiden Textzeugen, sondern die jeweils ursprünglichen Lesarten. Dagegen gibt es, so Cross, zwischen 4QSama und der Septuaginta auch Übereinstimmungen in sekundären Lesarten, so dass eine gemeinsame Vorlage von 4QSama und LXX angenommen werden müsse, der gegenüber dem masoretischen Text nicht in jeder Hinsicht der Vorzug gehört.
An einigen Stellen hat die, hier durch den Codex Vaticanus bezeugte, älteste Septuaginta einen deutlich kürzeren Text als der masoretische Text (Kap. 17 f.; Näheres im Abschnitt David). Wie sich der masoretische Langtext und der griechische Kurztext entstehungsgeschichtlich zueinander verhalten, ist in der Forschung umstritten. Nach Emanuel Tov repräsentiert die hebräische Vorlage der Septuaginta ein früheres Stadium in der Entwicklung des Samueltextes. Der masoretische Text sei demgegenüber sekundär durch Aufnahme einer parallelen Überlieferung erweitert worden. Dagegen ist es nach Dominique Barthélemy die einfachere Annahme, die hebräische Septuaginta-Vorlage gehe auf eine bewusste Kürzung zurück.
Die Handschriften des Antiochenischen Textes haben eine abweichende Trennung zwischen den Samuel- und Königsbüchern und rechnen 1. Könige 1,1 – 2,12 noch zu Samuel. Die Mehrzahl der Handschriften sowie der masoretische Text bezeugen jedoch die übliche Trennung zwischen Samuel- und Königsbüchern nach 2. Samuel 24,25 (Davids Volkszählung). Ab 2. Samuel 10 ist der Text nur in zwei Rezensionen (Kaige-Rezension und lukianische Rezension) überliefert. Das Original muss aufwändig textkritisch rekonstruiert werden (Göttinger kritische Ausgabe).

### Masoretischer Text
Die einzige vollständig in der hebräischen Originalsprache erhaltene Textform des Samuelbuches ist der masoretische Text. Im Vergleich zu vielen anderen biblischen Büchern ist die Qualität seiner Überlieferung eher schlecht: Er ist mit erheblichen textkritischen Problemen belastet, für deren Lösung oftmals die Septuaginta und neuerdings auch die Qumran-Funde, manchmal auch die Chronik herangezogen werden.
Der masoretische Text wurde im nachchristlichen Judentum und in weiten Teilen des westlichen Christentums als einzig autoritativer Text rezipiert (anders in der Orthodoxie, wo die Septuaginta als autoritativ gilt). Daher bildet der masoretische Text auch die Grundlage fast aller modernen Bibelübersetzungen außerhalb der orthodoxen Länder. Als einzige vollständige originalsprachliche Textform bildet der masoretische Text für die meisten Forscher den Ausgangspunkt der Exegese des Samuelbuches.

### Unterschiedliche Stellung im Kanon
Für Qumran lässt sich sagen, dass das Samuelbuch als kanonisch galt, da es nicht nur kopiert wurde, sondern auch kommentiert wurde: In 4Q174 („eschatologischer Midrasch“) wird die Nathansweissagung von 2 Sam 7,10–14  zitiert und aktualisierend ausgelegt. Über die Platzierung des Samuelbuches in einem möglichen qumranischen Schriftenkanon ist aber keine Aussage möglich. Nach der Einteilung der Septuaginta gehören die Bücher der Königtümer zu den historischen Büchern oder Geschichtsbüchern. In der hebräischen Bibel gilt Samuel als prophetisches Buch, zusammen mit Josua, Richter und Könige bildet es die Gruppe der Vorderen Propheten.

## Thematik und Hauptpersonen
Thema des Samuelbuches ist die Entstehung des Königtums im alten Israel. Die Handlung des Buches spielt im 11. Jahrhundert v. Chr. Sie erreicht ihr Ziel und ihren Höhepunkt in der Gründung der davidischen Dynastie ((2 Sam 7 ), siehe auch unter Verheißung an David). Die Erzählungen von Samuel und Saul (1 Sam 1,ff. ) lesen sich wie ein Vorspann zur Geschichte vom Aufstieg des Hirtenknaben David zum König (1 Sam 16 ).
Im Folgenden werden wichtige Personen und Personengruppen des Samuelbuches vorgestellt. Für Inhaltsangaben entlang der Reihenfolge des Bibeltextes vergleiche die Artikel 1. Buch Samuel und 2. Buch Samuel.

### Eli und die Priester

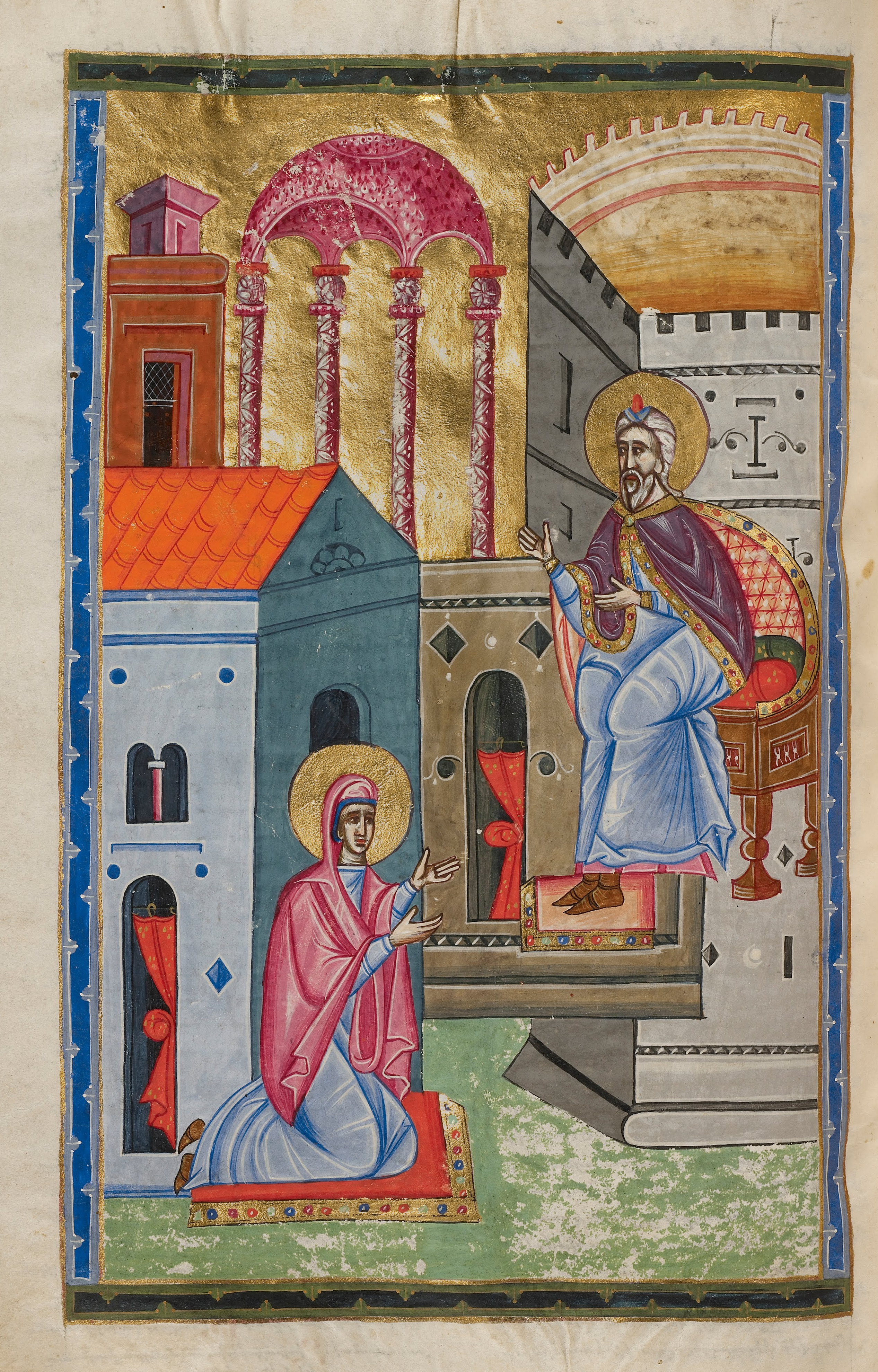
„Hanna vor Eli, dem Hohepriester“ Malnazar (armenischer Künstler), 1637–1638.

Eli, der Priester von Schilo, spielt im Samuelbuch eine große Rolle. Das nach ihm benannte Geschlecht der Eliden ist ein unabhängiges Priestergeschlecht, das auf alte Traditionen verweisen kann (1 Sam 2,27–28 ). Zunächst begegnet Eli in 1 Sam 1–3 . Eli verkündet Hanna, dass sie durch Jahwe einen Sohn gebären werde. Als er geboren wird, nennt sie ihn Samuel und er wächst im Tempel bei Eli auf.
Elis Söhne sind Hofni und Pinchas. Sie sind ebenfalls Priester, halten sich aber nicht an die Kultvorschriften. Daraufhin verkündet ein „Gottesmann“ in 1 Sam 2,27–36  den Tod der beiden und die Vernichtung fast des ganzen Geschlechts.
Elis Söhne sterben in der Schlacht bei Eben-Ezer gegen die Philister, in der die Lade Gottes verloren geht (1 Sam 4 ). Bei der Überbringung der Nachricht an Eli stirbt dieser ebenfalls.
Spätere Nachkommen sollen, nach dem Orakel des „Gottesmannes“, abhängig von der Willkür anderer sein (1 Sam 2,35–36 ). In 1 Sam 14,3  erfolgt eine genealogische Verknüpfung der Eliden mit den Priestern von Nob. Demnach seien Ahija, Priester unter König Saul, Ahitub und Ahimelech Nachfahren Elis. Bei der Vernichtung der Priester von Nob (1 Sam 22,20 ) entkommt allein Abjatar, der Sohn Ahimelechs. Auch er wäre damit ein Elide. Somit wäre der Hauptpriester König Davids ein Elide gewesen.
Die Verlässlichkeit der genealogischen Verbindung von Eli und Ahimelech bzw. Abjatar ist aber fraglich, da sie lediglich auf die eine Notiz in 1 Sam 14,3  zurückgeht. Es wird davon ausgegangen, dass es sich um eine deuteronomistische Ergänzung handelt.
Weiterhin werden die Söhne Davids in 2 Sam 8  als Priester bezeichnet. Jedoch werden sie in 1 Chr 18  „Erste zur Seite des Königs“ genannt. Ob sie wirklich Priester waren, muss offen bleiben.

### Samuel und seine Söhne

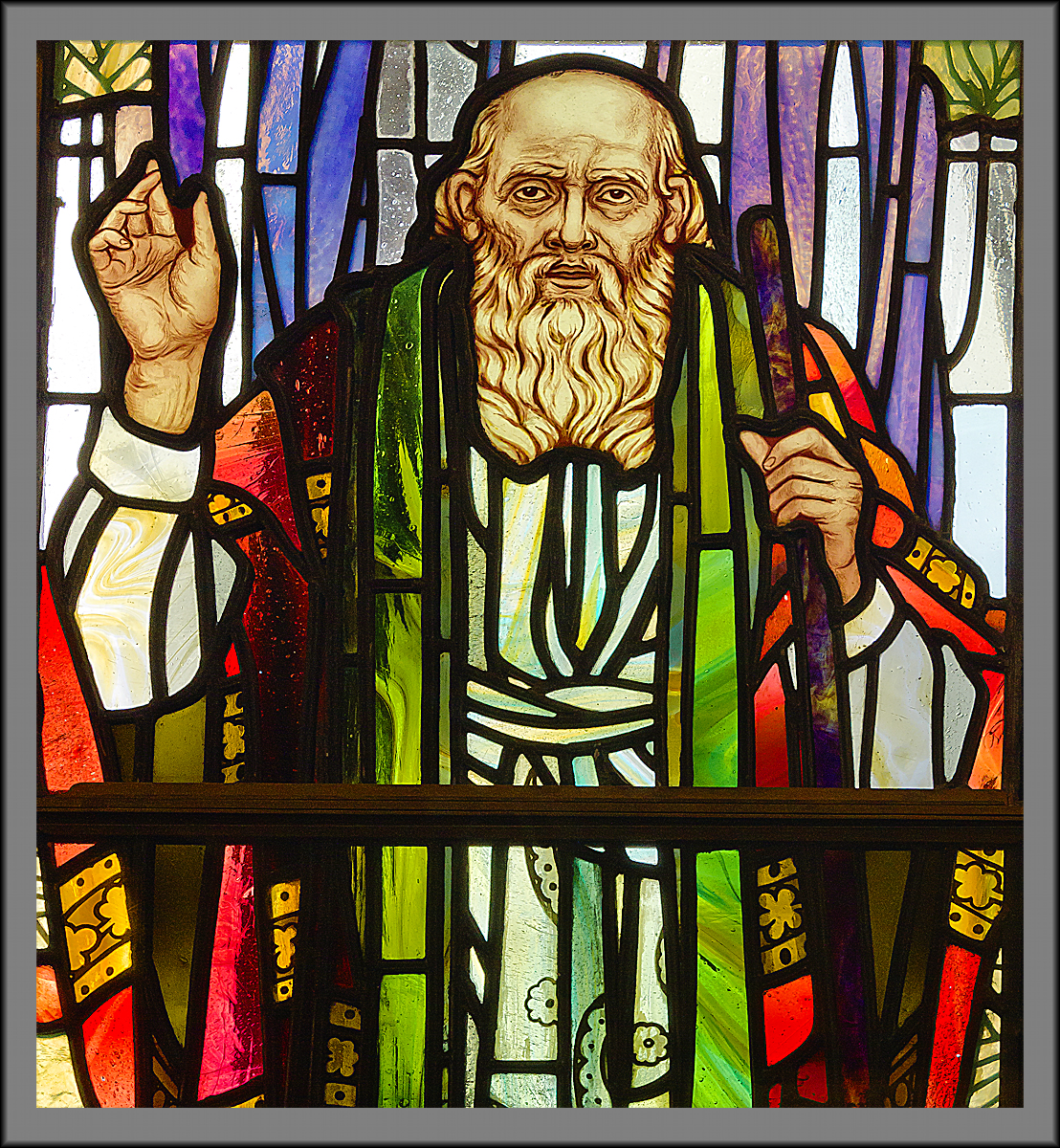
Samuel als alter Mann (St Mungo Museum of Religious Life and Art, Glasgow)

Die Person Samuel wird in einem Textpassus charakterisiert, der ihn in die Reihe der kleinen Richter des Richterbuchs (Richter 1,1–5 ; 12,7–15 ) stellt (1. Samuel 7,15–17 ; 25,1 ). Als Richter erscheint Samuel auch nach 1. Samuel 8,1–5 .
Im Wesentlichen wird Samuel jedoch nicht als Richter, sondern als Prophet gesehen (zuerst 1. Samuel 3,20 ). Insbesondere seine wunderbare Geburt (1. Samuel 1 f.  ) und Berufung (1. Samuel 3 ), sein fürbittendes Handeln für das Volk (1. Samuel 7 ), seine Reden über das vom Volk begehrte Königsamt (1. Samuel 8,11–18 ; 12 ) sowie seine Vorwürfe gegenüber Saul (1. Samuel 13,13f ; 15 ) lassen ihn als Propheten erscheinen, der viele Züge des „Ur-Propheten“ Mose trägt (vgl. Deuteronomium 18,15 ).
Viele der Samuel-Berichte gelten in der Forschung als späte redaktionelle Bildungen, aus denen nicht ohne weiteres historische Fakten über die Person Samuel gewonnen werden können. Versucht man, die gezeichneten Samuelbilder zu gewichten, ist Samuels Rolle als Richter glaubhafter als die des Propheten, gerade weil letztere breit ausgeschmückt ist und für die Etablierung der davidischen Dynastie instrumentalisiert wird (Peter Mommer).
Samuels Söhne werden in 1. Samuel 8,2  eingeführt. Als Samuel alt wird, werden Joel und Abija in seiner Nachfolge als Richter über Israel eingesetzt, ihr Amtssitz ist Beerscheba. Die Korruption und Bestechlichkeit der beiden Söhne Samuels (1. Samuel 8,3 ) führen dazu, dass das Volk von Samuel die Einsetzung eines Königs fordert (1. Samuel 8,5 ).

### Saul und die Sauliden

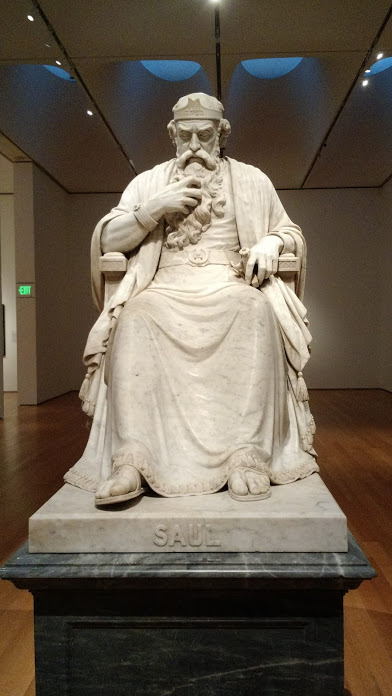
Die Mamorstatue König Saul wurde 1865 angefertigt von William Wetmore Story. Sie steht im North Carolina Museum of Art.

Einen Schwerpunkt legt das Samuelbuch auf die Bestimmung Sauls zum ersten israelitischen König. Es werden innen- wie außenpolitische Gründe genannt, warum Israel das Amt eines Königs braucht: Innenpolitisch soll er die Rechtsprechung sichern (1 Sam 8 ); außenpolitisch soll er Israel gegen seine Feinde schützen (1 Sam 11 ; 13,1 f. ), wie es sich bei anderen Völkern bewährt (1 Sam 8,5.20 f. ). Die Texte erzählen dann auf verschiedene Weise, wie Saul zum ersten König Israels bestimmt wird: Der im Samuelbuch zuerst genannte Bericht findet sich in 1 Sam 9,1–10,16 . Dort heißt es, dass Saul durch Samuel zum König gesalbt wurde. Direkt an diese Perikope schließt sich ein weiterer Bericht an. Laut diesem wird Saul durch Loswahl und anschließende Bestätigung des Volkes König (1 Sam 10,17–27 ). Dieses Geschehen soll sich in Mizpah ereignet haben. Die dritte Schilderung in 1 Sam 11,1–15  berichtet, dass das Volk Saul in Gilgal zum König erhebt.
Diese Vielfalt an überlieferten Berichten verlangt nach Erklärungsmöglichkeiten. Volkmar Fritz stellt einige Diskussionsbeiträge vor:
- Eine These von Gerhard Wallis geht von ursprünglich selbstständigen Berichten aus.[7]
- Horst Seebass hingegen teilt 1 Sam 1–7 EU und schreibt sie zwei verschiedenen Quellen zu. Durch Subtraktion und Umstellungen erhält er zwei zusammenhängende Berichte von Sauls Königwerdung. Er hält die Version, in der Samuel eine bedeutende Rolle spielt, für historisch.[8]
- Arthur Weiser charakterisiert den Ammoniterfeldzug und die Königserhebung in Gilgal (1 Sam 11 EU) als Aufnahme der historischen Geschehnisse. Die Erzählungen vom Losorakel und der Salbung Sauls jedoch sind, laut Weiser, später entstanden.[9]

In die Diskussionsansätze fließt mit ein, dass Saul laut 1 Sam 9,16  –10,1 zum nagîd (Fürst) gesalbt wird. Der Titel tritt an dieser Stelle erstmals im AT auf, wird aber in 1 Sam 13,14  wiederholt Saul zugesprochen, gelegentlich auch für David verwendet (1 Sam 25,30 , 2 Sam 5,2 , 6,21 , 7  und 8 ) und anschließend auf Salomo übertragen (1 Kön 1,35 ). Weiterhin wird er noch dreimal in Prophetenerzählungen gebraucht (1 Kön 14,7  und 16,2  und 2 Kön 10,5 ). Es ist jedoch nicht abschließend geklärt, was genau dieses Amt meint.
Die Forderung der Bevölkerung nach einem militärischen Führer, um gegen außenpolitische Bedrohungen vorzugehen, erfüllt Saul in der weiteren Erzählung: Er verteidigt Israel gegen die Amalekiter (1 Sam 15 ) und gegen die Philister (1 Sam 13,3 ff. –14,1-13 , 23  und 28 ). Bei einer militärischen Auseinandersetzung mit den Philistern kommt er schließlich ums Leben (1 Sam 31 ).
David, der Angehörige des Hauses Sauls ausgeliefert hat (2 Sam 21,8 ), holt die Gebeine Sauls und Jonatans aus Jabesch und lässt sie beisetzen (2 Sam 21,12-14 ).

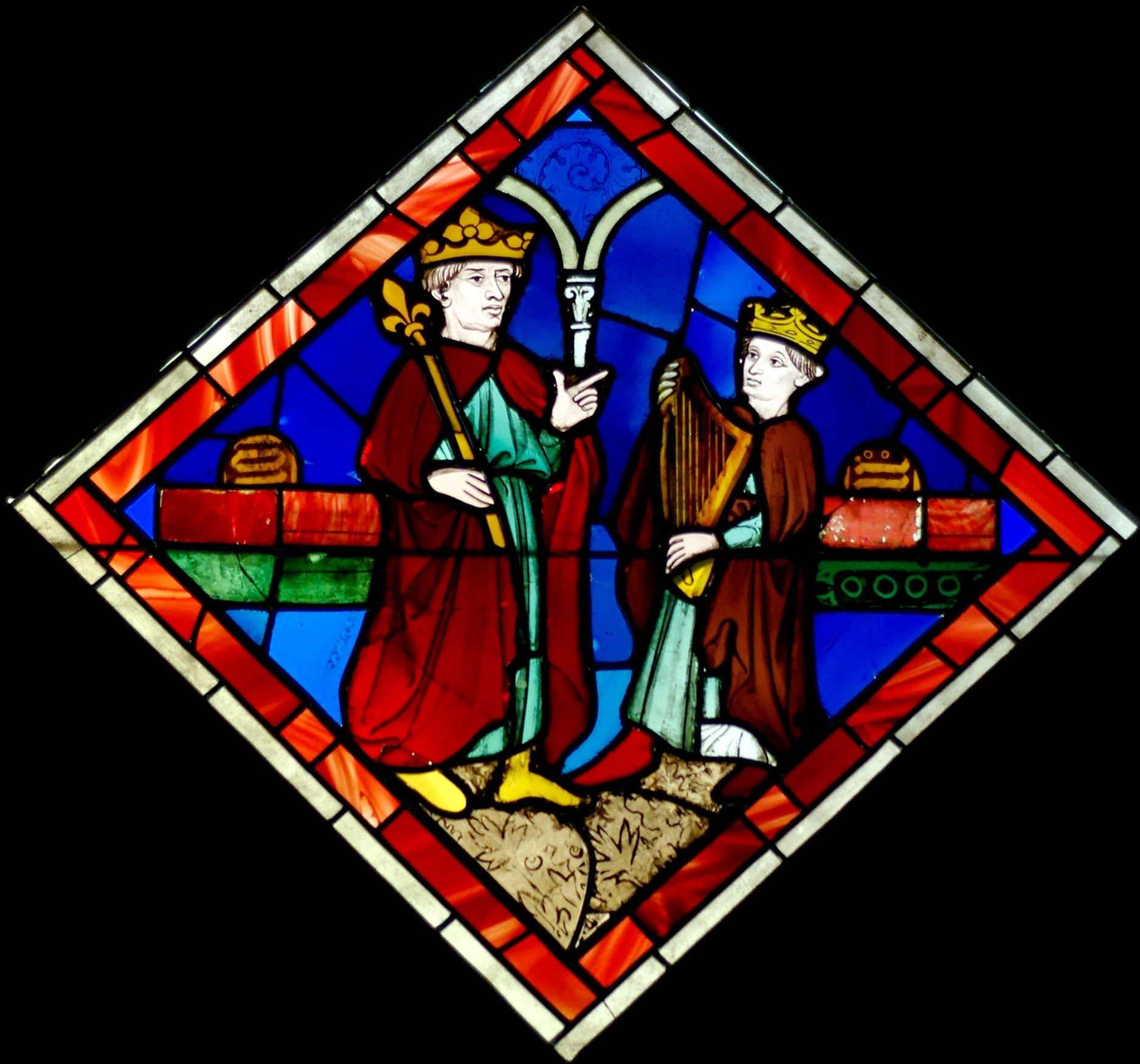
David und Saul dargestellt auf einem Kirchenfenster des 15. Jahrhunderts in der Sainte-Chapelle Paris.

Als Hinterbliebene Sauliden werden Sauls Töchter Merab und Michal benannt. Merab wird zunächst David zur „Dienstehe“ angeboten (1 Sam 17,26 ). Dieser jedoch entscheidet sich gegen diese Art von Verbindung zu Saul. David heiratet stattdessen Merabs jüngere Schwester Michal. Diese wird zunächst als kinderlos (2 Sam 6,23 ) beschrieben, allerdings werden später in 2 Sam 21,8  ihre Kinder (Mefiborschet/Meribaal und Armoni) erwähnt. In 1 Sam 14,49–14,51  findet sich eine Auflistung von Sauls Angehörigen. Diese benennt folgende Personen (Reihenfolge beibehalten): seine Söhne Jonatan, Jischwi und Malkischua; die Töchter Merab und Michal; Ahinoam, Sauls Ehefrau (1 Sam 14,50 ) und Kisch, Sauls Vater.
Hierbei ist nicht ganz klar, ob Mefiborschet/Meribaal Sohn und/oder Enkel Sauls ist, da dieser Name erneut in 2 Sam 2,10  als Enkel Sauls aufgeführt wird.
Ischboschet/Eschbaal wird in dieser Genealogie ausgelassen, ist jedoch in 2 Sam 2,10  als Sohn Sauls und schließlich König über Israel benannt. Zudem ist neben Ahinoam, später noch Rizpa als Nebenfrau Sauls 2 Sam 3,7  erwähnt.

### David

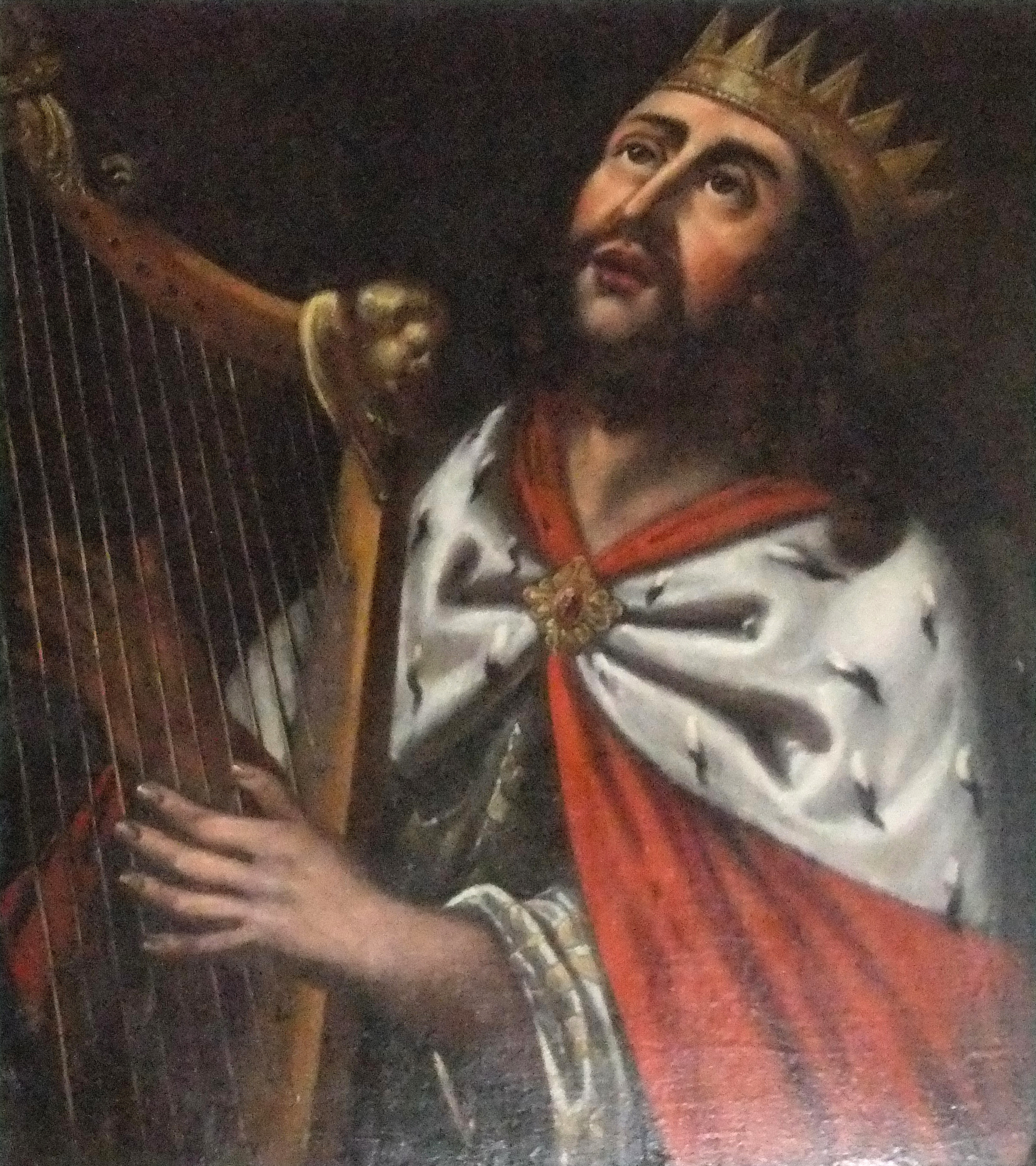
Johann Friedrich Glocker: König David (1754)

Wie schon Saul wird auch David mit einer Reihe verschiedener Erzählungen in die Handlung eingeführt (1 Sam 16 –17 ): Eine Salbung durch den Propheten Samuel wird geschildert (1 Sam 16,1–13 ), eine Berufung als Musiker an den Hof Sauls (1 Sam 16,14–21 ) sowie die Entdeckung als militärisches Talent bei einem Kampf gegen den Philister Goliat (1 Sam 17 ). Teilweise bestehen Spannungen zwischen den Schilderungen: So holt Saul den David nach 1 Sam 16,19–21  als persönlichen Waffenträger an seinen Hof, kennt ihn dann aber nach 1 Sam 17,55–58  überhaupt noch nicht. Die großen Unterschiede zwischen Septuaginta (in ihr fehlen die Passagen 1. Samuel 17,12–31; 17,55 – 18,5 sowie mehrere kleinere Abschnitte) und masoretischem Text belegen, dass diese Erzählungen noch im 3./2. vorchristlichen Jahrhundert bearbeitet und erweitert wurden. Die Historizität lässt sich für keine der Erzählungen über Davids Einführung an den Königshof erweisen.
Die folgende Schilderung von Davids Aufstieg (1. Samuel 18 ff.) macht deutlich, dass auch bei diesem König die Erfolge gegen die Feinde Israels das zentrale Motiv dafür sind, dass er schlussendlich den israelitischen Königsthron besteigen und sich auf ihm behaupten kann (vgl. insbesondere 2 Sam 5,1–3  und 2 Sam 5,17–25 : Die erste Maßnahme als König ist ein Krieg gegen die Philister). Aus den Erzählungen geht hervor, dass der Übergang der Königswürde von Saul zu David mit erheblichen Auseinandersetzungen verbunden war (1. Samuel 18 – 2. Samuel 1), die sich auch noch im Kampf gegen einen ebenfalls den Königsthron beanspruchenden Sohn Sauls (Isch-Baal) fortsetzen (2. Samuel 2–4 ). Durch das Überlaufen des fähigen Truppenführers Abner zu David (2 Sam 3,6 ff. ) entscheidet sich der Kampf zu dessen Gunsten: David wird alleiniger Regent in Israel.
Als König erweist sich David als kluger Taktiker: Nicht nur bindet er die Familie und die Anhänger Sauls geschickt ein (2 Sam 9 ; 21,10–14 ), sondern mit der Eroberung der bis dahin von Jebusitern kontrollierten Stadt Jerusalem als Hauptstadt für sein Königreich (2 Sam 5,6 ff. ) gelingt es ihm, die stets latenten Spannungen zwischen den nördlichen und südlichen Landesteilen (2 Sam 2,12ff. ; 20,1f. ; 1 Kön 12 ) von einem neutralen Ort aus auszugleichen. Mit der Überführung der Bundeslade (1. Samuel 4–6) nach Jerusalem (2 Sam 6 ) richtet er dort einen zentralen Staatskult ein und legt damit die Grundlage, dass sich der JHWH-Kult nach längeren Auseinandersetzungen als alleiniger Kult in Israel durchsetzen kann (vgl. Monolatrie).
Militärisch gelingt es David, Israel aus der Abhängigkeit von den Philistern und anderen Nachbarvölkern zu befreien (vgl. 1 Sam 13,19 ; 14,48 ; 2 Sam 8,1 ) und diese Völker nun umgekehrt gegenüber Israel tributpflichtig zu machen (2 Sam 8,2–14 ;10,19 ). In David hatten sich damit die Hoffnungen erfüllt, die die Menschen in Israel mit dem neu geschaffenen Königtum verbanden.
Außer vom Regierungshandeln Davids berichtet das Samuelbuch noch über eine Reihe von Vorfällen aus dem familiären Umfeld des Königs. Der Ehebruch mit Bat-Seba und die anschließende Beseitigung ihres Ehemannes schildern ihn als skrupellosen, dann aber einsichtigen Machthaber (2 Sam 11,2-27 –12,1-13 ). Mehrere Erzählungen am Ende widmen sich Auseinandersetzungen um seine Nachfolge, die offenbar schon zu Lebzeiten eingesetzt haben: Von zwei Putschversuchen wird berichtet (Abschalom: 15,1-12 ; Scheba: 20,1f ). Beide Usurpationen kann David mit Hilfe seines Agenten Huschai und seines Militärführers Joab abwehren. (2 Sam 15,31ff , 17,7 ff -18,1-15  und 20,6-22 )
2. Samuel 21 – 24 schließlich bilden Nachträge zu den Daviderzählungen. Hier finden sich Listen besonders verdienter Militärs (2 Sam 21,15–22 ; 23,8–39 ); ein Psalm (2 Sam 22 ; nahezu identisch auch als Psalm 18 überliefert) und letzte Worte Davids (2 Sam 23,1–7 ). Eine späte Legende erzählt schließlich, wie David den Bauplatz für den Jerusalemer Tempel gefunden haben soll (2 Sam 24 ).
Ihre Fortsetzung findet die Geschichte vom israelitischen Königtum im 1. und 2. Buch der Könige, die mit der Ernennung von Salomo zu Davids Nachfolger beginnen (1 Kön 1 ).

### Propheten im Samuelbuch
Propheten spielen eine wichtige Rolle im Samuelbuch. Außer Samuel sind hier die Hofpropheten Natan und Gad sowie anonyme Prophetengruppen zu nennen.
Samuel ist der Protagonist von 1 Sam und wird zuerst im Kontext des Priestertums eingeführt. In 1 Sam 3  wird die Berufungsgeschichte Samuels erzählt und 1 Sam 3,20  weist ihn ausdrücklich als „Prophet des HERRN“ aus. 1 Sam 9  ist für seine prophetische Aktivität besonders zentral. Dort wird er als „Mann Gottes“ (hebräisch אִישׁ־הָאֱלֹהִים ’îš ha’älohîm), „Seher“ (hebräisch רֹאֶה ro’ӕh) und „Prophet“ (hebräisch נָבִיא nāvi) bezeichnet. Prophetische Eigenschaften, die aus der Erzählung von 1 Sam 9  abgeleitet wurden, umfassen die Fähigkeit, Dinge zu „sehen“, die über das Gewöhnliche hinausgehen, z. B. Samuels Wissen um die verlorenen Eselinnen von Sauls Vater in 1 Sam 9,20 . Durch Samuel spricht und handelt Gott in 1 Sam 9,17 , um denjenigen zu identifizieren, der zum Herrscher über Israel gesalbt werden soll.
In 2 Sam 7  tritt mit Natan ein weiterer wichtiger Prophet auf, als David seine Absicht äußert, ein Haus für den Herrn zu bauen. Natan wird in 2 Sam 7,2  als „Prophet“ (hebräisch נָבִיא nāvi) identifiziert. Das Wort Gottes kommt in der Nacht zu ihm. Gott lehnt Davids Pläne eines Tempelbaus ab, sagt der Daviddynastie aber ewigen Bestand zu. Ein Schlüsseltext ist Natans Gerichtswort an David in 2 Sam 12 . Natan benutzt ein Gleichnis (2 Sam 12,1–4 ), um David für seinen Ehebruch mit Batseba in 2 Sam 11  zu verurteilen. Dies ist nicht zwangsläufig eine prophetische Handlung, zeigt aber eine wichtige Eigenschaft von Propheten, sich auch gegen einen Herrscher zu stellen.
Der dritte Prophet Gad wird zweimal im Samuelbuch erwähnt. Das erste Mal tritt er in 1 Sam 22,5  auf, als er David rät, seine Festung zu verlassen und nach Juda zu gehen, und das zweite Mal in 2 Sam 24 . Er wird als „Prophet“ (hebräisch נָבִיא nāvi) und „Seher Davids“ (hebräisch חֹזֶה דָּוִד ḥozӕh Dāwīd) bezeichnet. An Gad ergeht in 2 Sam 24,11ff.  das Wort des Herrn, dass David drei Urteilsoptionen hat, aus denen er als Strafe für die Volkszählung wählen muss.
Das Phänomen der Gruppenpropheten taucht in der Regierungszeit Sauls auf. In 1 Sam 10  und 1 Sam 19  wird von einer Art Gottbesessenheit berichtet, die diesen Propheten eigen war und sich auf andere übertragen konnte. Die Vokabel dafür ist נבא nb’ im Hitpael, „von prophetischer Ekstase ergriffen sein“ oder „werden“, „in prophetische Ekstase geraten“. Diese Besessenheit äußerte sich in einem Kontrollverlust und führte zu unüblichen Verhaltensweisen, so z. B. von Saul in 1 Sam 19,24  als er einen ganzen Tag und eine ganze Nacht nackt auf dem Boden lag. Aus dieser Erzählung und aus 1 Sam 10,10f.  leitet sich das Sprichwort „Ist auch Saul unter den Propheten?“ ab, das schon um 1000 v. Chr. zu einem geläufigen Sprichwort geworden sein muss.

## Theorien zur Entstehung und Redaktion des Samuelbuches

### Das entstehungsgeschichtliche Problem
Die Verschiedenheit des Materials sowie Spannungen zwischen einzelnen Erzählungen (s. o.) machen deutlich, dass das Samuelbuch nicht „aus einem Guss“ ist, sondern dass verschiedene Traditionen zu einer Erzählung kombiniert wurden. Die Unterschiede zwischen den wichtigsten griechischen Textzeugen (Codex Vaticanus und Antiochenischer Text), den Qumran-Handschriften (vor allem 4QSama und 4QSamb) sowie dem masoretischen Text machen deutlich, dass während der persisch-hellenistischen Zeit nebeneinander verschiedene Textfassungen des Samuelbuches existiert haben, die nie vereinheitlicht worden sind. Wiederum abweichende Textfassungen dürften als Vorlagen für die biblische Chronik sowie für die Antiquitates Iudaicae des Flavius Josephus gedient haben.
Während die letzten Phasen des Entstehungsprozesses anhand der unterschiedlichen Textformen gut nachvollzogen werden können, ist man für die Anfänge auf weiterreichende Hypothesen angewiesen. Nach einer breit rezipierten Hypothese Martin Noths galt das Samuelbuch als integraler Bestandteil des Deuteronomistischen Geschichtswerks, zu dem außer dem Samuelbuch u. a. auch das Königebuch gehörte. Dieses kann, da es die Begnadigung von Jojachin durch Amel-Marduk berichtet (2 Kön 25,27–30 ), nicht vor 562 v. Chr. abgeschlossen worden sein. Martin Noth ging davon aus, dass nach der Eroberung Judas durch die Babylonier (597 v. Chr.) im Südreich eine Reflexion der eigenen Geschichte einsetzte, um das (vorläufige) Ende der Geschichte Judas als Staat zu bearbeiten und zu deuten. Man begann, die mündlichen Traditionen über das untergegangene Königreich zu sammeln sowie die schriftlichen Quellen (wie Listen von Beamten, z. B. 2 Sam 8,15–18 ) zu sichten. Das überlieferte Material fügte man dann zu einer fortlaufenden Erzählung zusammen. An den Schnittstellen der einzelnen Bestandteile dieser Erzählung sorgte man durch redaktionelle Ergänzungen dafür, dass ein möglichst geschlossener und folgerichtiger Text entstand. Durch diese Kombination und Verflechtung von verschiedenen Samuel-, Saul- und Davidgeschichten wäre – nach Martin Noth – im 6. vorchristlichen Jahrhundert das Samuelbuch entstanden. Andere Alttestamentler, wie Walter Dietrich, nehmen an, dass die verschiedenen Traditionen des Samuelbuches bereits früher, im 7. Jahrhundert, zu einem Ganzen vereint worden seien.

### Angenommene ältere Erzählwerke
Im Laufe der Forschungsgeschichte sind mehrere zusammenhängende Quellenwerke postuliert worden, die die Verfasser des Samuelbuches bereits schriftlich vorgefunden haben sollen – unter anderem ein Erzählzyklus von Samuel und Saul, eine Erzählung von Davids Aufstieg, eine Ladeerzählung und eine Erzählung von Davids Thronnachfolge.

#### Erzählzyklus von Samuel und Saul

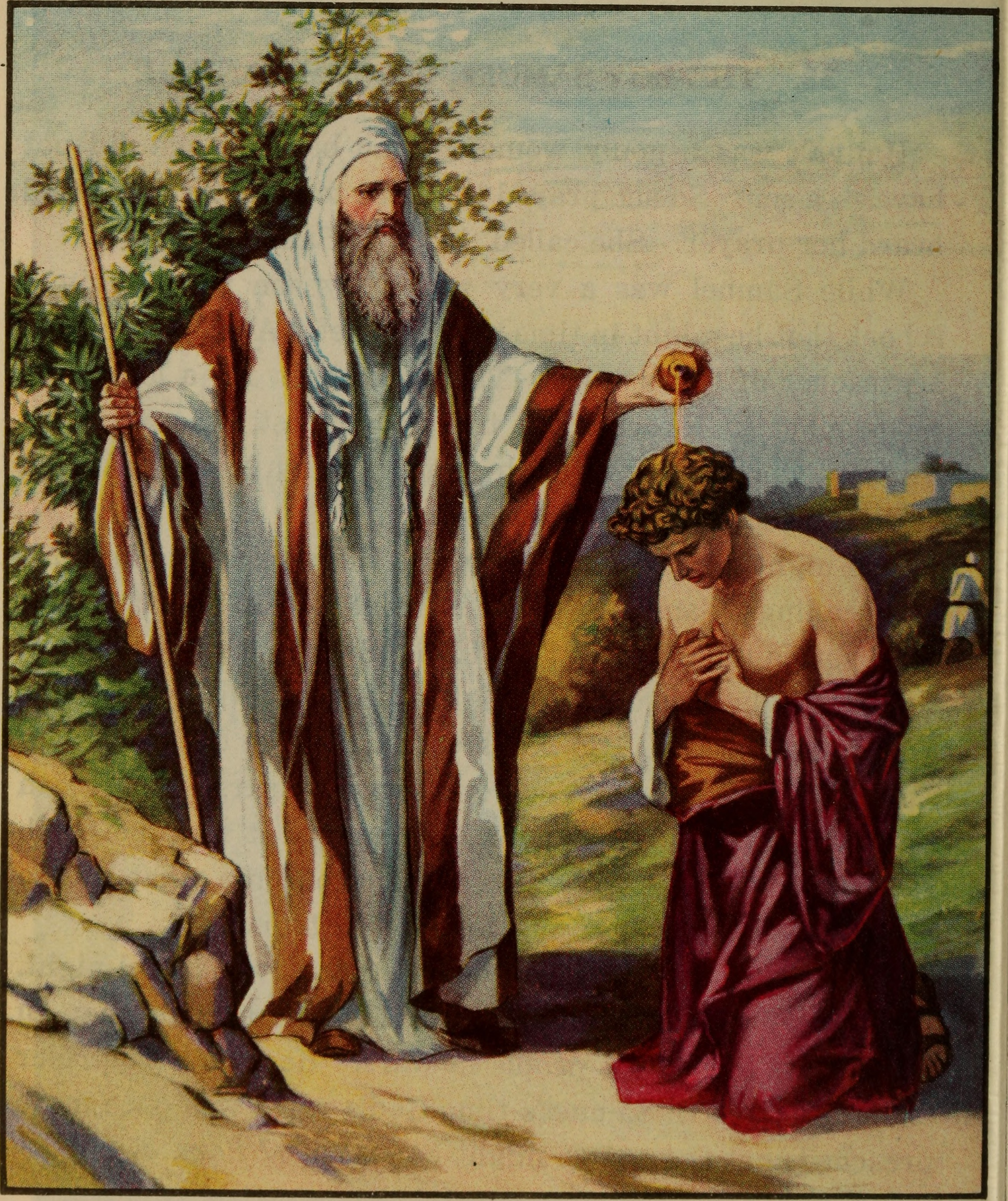
Samuel salbt Saul zum König (Schulbuchillustration)

In den Erzählungen über Samuel und Saul war die deutschsprachige Forschung – anders als bei den Davidgeschichten – lange zurückhaltend darin, größere Sammlungen oder vordeuteronomistische Redaktionen zu vermuten. Die Gründe hierfür sieht Bernhard Lehnart darin, dass hier nicht eine, sondern zwei Hauptpersonen auftreten, sich ihr Verhältnis und ihre Darstellung im Laufe der Geschichte teils stark verändert, die neue Institution des Königtums über den Textbestand unterschiedlich beurteilt werde und an vielen der betreffenden Stellen mit umfangreicher deuteronomistischer Redaktionstätigkeit gerechnet werde. Dennoch wurden verschiedene Versuche unternommen, aus den Überlieferungen über Samuel und Saul ältere Textkomplexe herauszufiltern.
Eine Theorie besteht darin, den vordeuteronomistischen Anteil des Erzählzyklus auf 1 Sam 9–14  festzulegen. Oft mit der Begründung, dass in diesen Kapiteln Saul als erfolgreich und von Samuel unterstützt dargestellt werde. Lehnart und Dietrich sehen jedoch eine umfassendere vordeuteronomistische Grunderzählung vorliegen.
Lehnart sieht eine dem gesamten Erzählzyklus 1 Sam 9–31  zugrunde liegende vordeuteronomistische Erzählung. Die prinzipielle Zusammengehörigkeit des genannten Corpus sieht er durch inhaltliche Kohärenz erwiesen. Der erste Teil der vordeuteronomistischen „Samuel-Saul-Komposition“ (SSK) spanne demnach einen Bogen von 1 Sam 9  bis 1 Sam 11 . Einen deuteronomistischen Einschub bildet seiner Ansicht nach die Loserzählung in 1 Sam 10,17–21a . Die Erzählung von der Salbung Sauls (1 Sam 9,1–10,16 ) und die „Rettererzählung“ vom Entsatz von Jabesch in Gilead gegen die belagernden Ammoniter (1 Sam 11,1–11 ) seien ursprünglich Einzelüberlieferungen gewesen, hätten aber noch vordeuteronomistisch ihren Eingang in die Komposition gefunden.
Der zweite Teil der SSK beginnt mit Kapitel 13. In diesem Teil geht es weiterhin um militärische Siege Sauls, er bereitet aber auch bereits das Ende von Sauls Königtum vor. Als zugrundeliegende Sammlung sieht Lehnart hier die Erzählungen über die Siege Sauls (1 Sam 13,3–14,47 ), die er in saulidischen Kreisen verortet. Den ersten Konflikt zwischen Samuel und Saul in 1 Sam 13,7–15  sieht Lehnart als Einfügung, die aber ebenso wie der zweite Konflikt in Kapitel 15 auf den ursprünglichen, vordeuteronomistischen Kompositor zurückgehe. Die endgültige Verwerfung Sauls sieht Lehnart jedoch als deuteronomistische Einfügung. Der Teil endet in Kapitel 15 mit einem Hinweis darauf, dass Samuel und Saul vor Samuels Tod nicht mehr zusammentreffen werden. Dies bereitet die Situation in 1 Sam 28  vor.
Dieser dritte Teil beginnt mit dem Besuch bei der weisen Frau in En-Dor in 1 Sam 28,4–25 . Die Entwicklungen von Kapitel 13 und 15 kommen mit der Ankündigung des Endes des Hauses Sauls gewissermaßen an den point of no return. Lehnart zufolge wird in der vordeuteronomistischen Sammlung erst hier das Ende Sauls endgültig besiegelt. Die vordeuteronomistische Erzählung kommt hier, so Lehnart, mit dem Tod Sauls und seiner Söhne an ihr Ende. Das Begräbnis Sauls durch die Bewohner von Jabesch-Gilead verbindet das Ende des Erzählzyklus mit der "Rettererzählung" im ersten Teil.
Insgesamt, insbesondere im Hinblick auf die Kapitel 9–12 und 28 ist Dietrich ähnlicher, wenn auch nicht gleicher Ansicht. Hier sieht auch er vordeuteronomistische Texte zugrunde liegend, die im Zuge der deuteronomistischen Redaktion Einfügungen und Bearbeitungen erfahren hätten. So bildet seiner Ansicht nach Samuels Kritik am Wunsch des Volkes nach einem König (1 Sam 10,18f. ) eine deuteronomistische Ergänzung. In Kapitel 28 betrachtet er den Bezug auf Kapitel 15 (V. 17–19), die Verweise auf den Gegensatz von Prophetie und Nekromantie (V. 9f.12) und eventuell auch das Setting (V. 3f.) als deuteronomistisch. Einen entscheidenden Gegensatz zu Lehnarts Ausführungen bildet Dietrichs Bewertung des Status von Kapitel 15. Wenn es auch ältere Überlieferungen enthalte, so Dietrich, sei es doch erst mit der deuteronomistischen Redaktion in den Text gelangt. Als Urbestand sieht er hier eine sehr knapp gehaltene Geschichte über die Zusammenwirkung Samuels und Sauls, die von der deuteronomistischen Redaktion zu einer Konfliktgeschichte ausgebaut und in den Textcorpus aufgenommen worden sei. Zur Begründung führt er an, dieses Kapitel sei nicht gut im Gesamttext verankert.
Das Thema des als SSK definierten Textcorpus bildet nach Lehnart die „Reflexion über ein JHWH-gemäßes Königtum am Beispiel des ersten israelitischen Königs, Saul“. Gegenüber dem Argument, nur in 1 Sam 9–14 werde Saul als einigermaßen erfolgreich dargestellt, hält Lehnart dagegen, dass Saul insgesamt als wenig selbstständig charakterisiert werde, was ihn aber im positiven auch auf andere hören lasse und ihn vor autokratischem und grausamem Handeln bewahre, was sich durch den gesamten von Lehnart identifizierten Komplex der SSK ziehe. Des Weiteren sei er – wenn er auch manches Mal über das Ziel hinausschieße, wie beispielsweise bei der Verschonung der besten Tiere der Amalekiter als Opfer für JHWH – immer darauf bedacht, JHWHs Willen zu erfüllen und ihn gnädig zu stimmen. Lehnart sieht in Saul daher eher eine tragische Figur als einen Übeltäter.
Dietrich nimmt eine zusammenhängende, vordeuteronomistische Erzählung eines höfischen Erzählers an, der in der Zeit kurz nach 722 v. Chr. nach dem Fall des Nordreiches, als aber das Südreich (in politischer Abhängigkeit) noch existierte, durch Zusammenführung verschiedener Erzähltraditionen aus Nord und Süd versuchte, den Norden mit seinem Schicksal und dem Südreich zu versöhnen. Hinweise darauf sieht er darin, dass (in den Teilen, die von ihm handeln) David, bei aller Legitimität, die immer wieder betont wird, durchaus nicht als fehlerloser Anführer charakterisiert und auf der anderen Seite auch Saul als legitim und durchaus erfolgreich, als tragische Figur, deren Aufstieg ebenfalls von JHWH gelenkt war, die immer guten Willens war, leider jedoch unglücklich und ungeschickt handelte, beschrieben wird.

#### Erzählung von Davids Aufstieg
Davids Aufstieg hat mit dem Begriff ‚Königtum‘ eher wenig zu tun. Die Forschung nutzt vielmehr den Begriff ‚war-lord‘, oder im Deutschen: Häuptling/Milizenführer. Die biblische Aufeinanderfolge des Königtums von Saul, David und Salomo scheint idealisiert, da die Regierungszeiten von David (2 Sam 5,4 ) und Salomo (1 Kön 11,42 ), mit jeweils 40 Jahren, als ein Konstrukt späterer Zeit erscheinen. Trotzdem bleibt festzuhalten, dass zeitgenössische und archäologische Evidenz für ein Königtum Davids fast völlig fehlen und man daher die biblische Perspektive einbeziehen muss, um ein Bild des Aufstieg Davids zu erhalten.
Dieser beginnt in (1 Sam 16,1-13 ), indem David als Sohn des Mannes Isai vorgestellt wird. Ein Diener Sauls spricht vorher schon von Isai, ohne jedoch erklären zu müssen, wer diese Person ist. Des Weiteren befiehlt Samuel den Ältesten nach (1 Sam 16,5 ) sich zu heiligen und heiligt danach Isai. Der Vater Davids war demzufolge schon wohl bekannt und verfügte wahrscheinlich über große Schafherden und Landbesitz, um die sich David kümmern musste. Seine soziale Stellung hinderte David daher nicht am Königwerden, wie es allerdings in (Richter 11,1–3 ) zuvor der Fall war. Dafür spricht auch die Beschreibung Davids als "angesehenen Mann" (גבור חיל), die zuvor schon Sauls Vater Kisch zukam (1 Sam 9,1 ). Es liegen archäologische Zeugnisse für ein Anwachsen der Bevölkerung um das 10. Jahrhundert v. Chr. vor, was einen heftigen Einfluss auf die Ressourcen und das Land gehabt haben muss. Es entstand daher eine neue Klasse von Menschen ohne Landbesitz. Weil David nach biblischen Schilderungen (1 Sam 16,11 ), (1 Sam 17,12-15 ) das letzte Kind war, konnte er, als er ins heiratsfähige Alter kam, aufgrund der Überbevölkerung, kein Land mehr von seinem Vater erwarten und gehörte deshalb wahrscheinlich dieser Klasse an, weshalb er sich, trotz seiner wohlhabenden Herkunft, als armen Mann bezeichnete (1 Sam 18,23 ). Ohne den Wohlstand seiner Familie war David gezwungen, durch Klugheit und Waffenfertigkeit zu überleben. Diese Merkmale zeichnen sich auch als prägend für Davids Aufstieg aus. Er überfiel beispielsweise im Namen des Philisterkönig Achisch die Geschuriten und die Amalekiter und täuschte ihm vor, das israelitische Volk zu plündern (1 Sam 27,1-12 ). Weiterhin umwarb David die Ältesten Israels mit Geschenken (1 Sam 30,26 ) und ging Bündnisse mit anderen Herrschern gegen Saul ein, die er in seiner eigenen Herrschaft nutzen konnte. Die Angst Sauls vor dem Erfolg Davids ist durchaus begründet, da viele historische Könige seiner Zeit durch militärische Führer gestürzt wurden. Außerdem war Sauls Erfolg durch seine kämpferische Stärke geprägt, bei der ihm David eine Konkurrenz darstellte. Auch Davids Ehe mit Michal legt ein politisches Interesse nahe. Er hätte sonst sein Leben wohl kaum beim Kampf gegen die Philister riskiert (1 Sam 18,27 ). Aufgrund des apologetischen Charakters bezüglich der Schilderungen, dass David sicherlich kein Interesse an einem Sturz Sauls hatte, lässt sich vermuten, dass Saul David aus dem Königshof vertrieben hatte, um seine Macht zu sichern, solange er noch die Oberhand in seinem Herrschaftsgebiet hatte. Nach seiner Flucht gründet David eine Söldnergruppe, mit der er durch die Gegenden Israels und der Philister zog. Es ist anzunehmen, dass er dabei nicht nur bei den Philistern plünderte, sondern auch die israelitischen Städte ausbeutete, da er in der israelitischen Stadt Keila und in der Wüste Sif an König Saul verraten wurde (1 Sam 23 ). Nach (1 Sam 30 ) besiegt David anschließend, auf Befehl des Philisterkönigs, die Amalekiter. Diese Schilderung scheint authentisch, da David hier den Befehl der Philister ausführt. Dadurch, dass im Verlauf des Samuelbuches immer wieder der Versuch unternommen wird, die Unschuld Davids am Tod Sauls zu betonen, kann man überlegen, ob er dabei doch eine Rolle gespielt hat. Die Schlacht, in der Saul stirbt, ist sehr nördlich lokalisiert, obwohl die Philister und Israeliten keinen Grund gehabt hätten, ihre Schlacht dort auszuführen. Wahrscheinlich wurde der Gefechtsort mit Absicht weiter von Davids Kampf gegen die Amalekiter entfernt, um seine Anwesenheit auszuschließen. Außerdem hatte Saul zuvor jede Schlacht gegen die Philister gewonnen und es ist daher unwahrscheinlich, dass ein erfahrener Krieger wie er diesmal versagen würde. Möglich wäre daher, dass David Saul in einen 2-Fronten-Krieg versetzt hatte, mit dem Saul in dieser Szenerie nicht rechnen konnte. So konnte David seinen letzten Schritt zum Königtum über Juda und später ganz Israel vollenden. Für diese These spricht (2 Sam 16,8 ). Hier kommt Schimi, ein Benjaminiter und verflucht ihn, weil er Blutschuld am Hause Sauls hat. Dabei vergleicht er die Situation, in der sich David mit seinem Sohn Abschalom befindet, mit der Situation von Saul und David.

#### Ladeerzählung

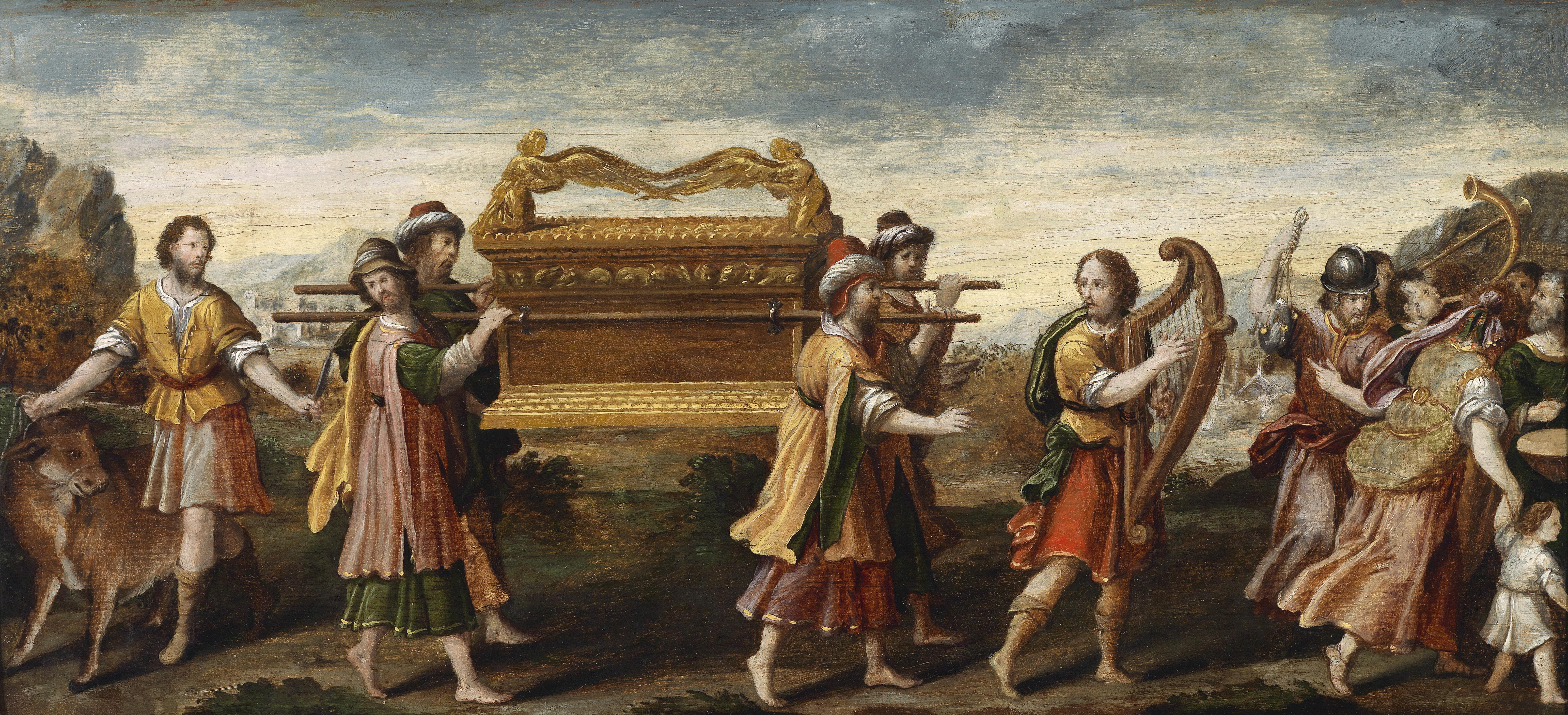
Überführung der Bundeslade (Umbrien 16. Jh.)

Als Ladeerzählung werden die Geschehnisse in 1 Sam 4,1b  bis 1 Sam 7,2a  und 2 Sam 6  bezeichnet, die von Leonhard Rost in seinem Werk Die Überlieferung von der Thronnachfolge Davids für eine bereits früh zusammengehörige Erzählung gehalten wurden. In diesen Kapiteln wird erzählt, wie bei einer Niederlage gegen die Philister die Lade von jenen erbeutet wird und einige Zeit im Reich der Philister auf wundersame Weise Schrecken verbreitet, woraufhin sie fortgeschickt, von Israeliten im Empfang genommen wird (1 Sam 4,1b  bis 7,2a ) und nach einer längeren Zeit von David in ein Zeltheiligtum in Jerusalem überführt wird (2 Sam 6 ). Rost vermutet als Autor einen Priester des Jerusalemer Ladeheiligtums aus der Zeit König Davids oder König Salomos, der auf unterschiedliche Quellen zurückgriff um eine Kultlegende über einen furchterregenden Jahwe, dessen Gegenwart durch die Lade symbolisiert wird, zusammenzustellen.
Lange Zeit fand Rosts Theorie einer zusammenhängenden Erzählung Zustimmung in der Forschung, jedoch wurden seine Argumente, wie z. B. ein der Erzählung gemeinsamer Wortschatz und Stil, zunehmend widerlegt. Ebenso zeigten Miller und Roberts in ihrem Werk The Hand of the Lord: A Reassessment of the "Ark Narrative" of 1 Samuel auf, dass die Überführung der Lade nach Jerusalem in 2 Sam 6  durchaus in den Zusammenhang der üblichen Handlungen zur Einweihung einer altorientalischen Hauptstadt (2 Sam 5–8 ) passt. Peter Porzig spricht sich dafür aus, dass die Erzählung aus unterschiedlichen Texten zusammengefügt, überarbeitet und fortgeschrieben wurde. Er sieht in 1 Sam 4,1.2.10–18a  ungefähr den Grundbestand des ersten Teils, der sich dann v. a. auf das Geschehen um die Schlacht bei Eben-Ezer dreht. Porzig ordnet den Großteil der Textbestandteile später ein als Rost es tut und sieht selbst die erwähnte Grundschicht in 1 Sam 4  als am Ende des 8. Jh. verschriftlicht. Dietrich hingegen sieht die Zeit nach 722, als aus dem Nordreich Geflüchtete sich in Jerusalem niederließen, als Redaktionszeit des Samuelbuches, da sich hier Traditionen aus dem Nordreich, wie die Exodus-Tradition, und dem Südreich intensiv begegneten.

#### Erzählung von Davids Thronnachfolge

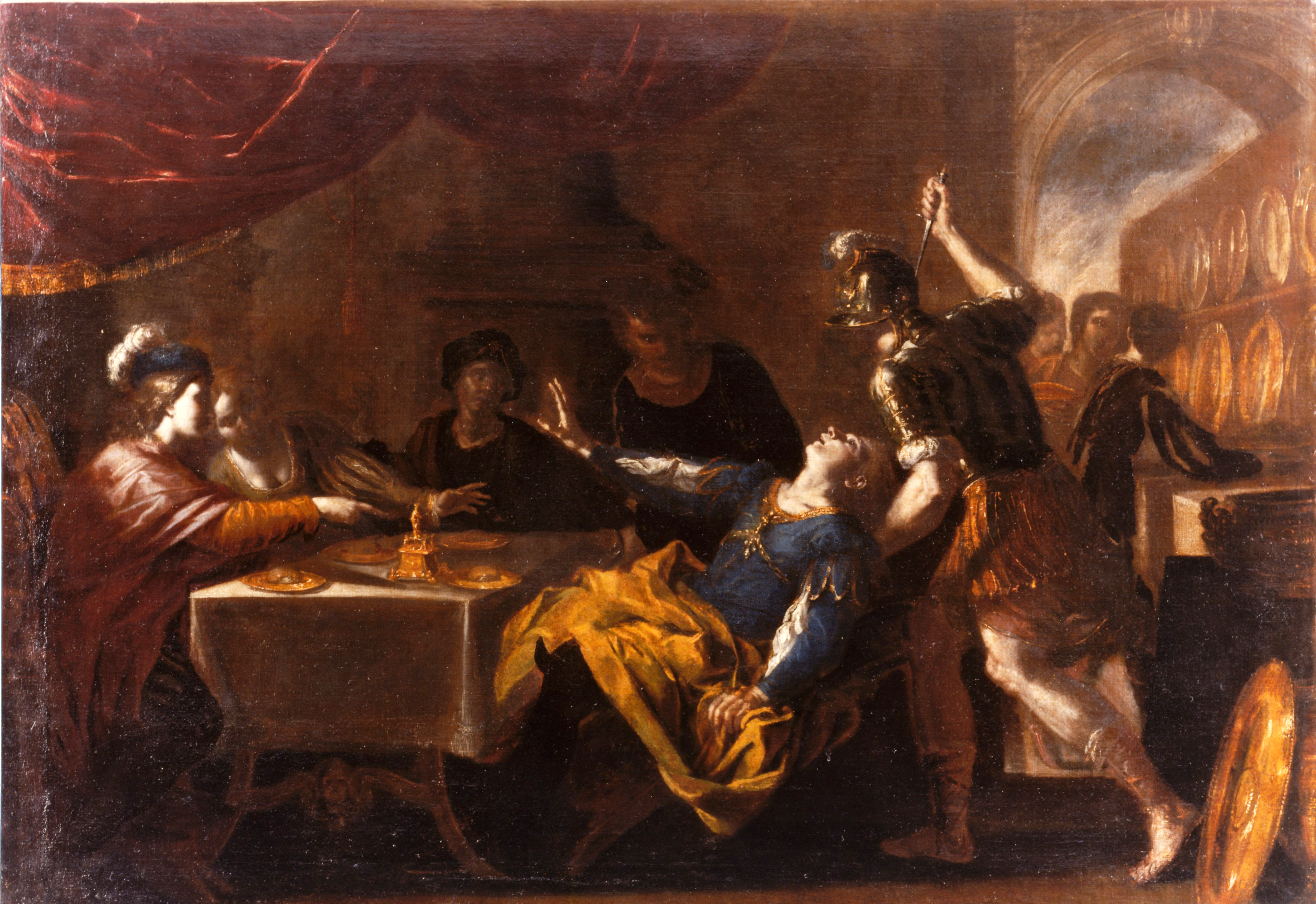
Abschaloms Mahl in einem Gemälde des Niccolò De Simone um 1650.

Die sogenannte Thronfolgegeschichte Davids umfasst 2 Samuel 9–20 und 1 Könige 1 und 2. Leonhard Rost betrachtet die Thronfolgegeschichte als weitgehend literarisch einheitliches Werk mit prosalomonischer Tendenz. Laut Rost beantwortet die ganze Erzählung die von Batseba in 1 Kön 1,20  gestellte Frage: „Wer auf dem Thron Davids nach ihm sitzen soll?“ Das Ziel ist es, Salomo zu rechtfertigen und die anderen Kandidaten zu disqualifizieren. Zuerst sind die Sauliden von der Thronfolge ausgeschlossen. Durch Natans Verheißung (2 Sam 7,12 ) wird es offenbart, dass der Nachfolge Davids aus seinem Leib kommen wird. Ein Sohn von den Söhnen Davids soll der nächste König sein. So fing der Streit der Kronprinzen um die Nachfolge an.
David hatte 19 Söhne (1 Chr 3,1–9 ). Davon drei stehen zur Auswahl: (Amnon, Absalom und Adonia). Amnon, der Erstgeborene, hat seine Halbschwester Thamar vergewaltigt (2 Sam 13,1–14 ). Absalom ließ Amnon zwei Jahre später ermorden (2 Sam 13,23–29 ). Später versuchte er, selbst die Herrschaft zu übernehmen. Am Ende wurde er von Joab, dem Hauptmann Davids, getötet (2 Sam 18,14–15 ). Adonia hat auch versucht, selbst zum König zu werden, als David sehr alt geworden war (1 Kön 1,5–10 ). Sein Plan wurde durch Natan vereitelt.
Nachdem einige aussichtsreiche Thronanwärter ausgeschieden waren, kam die Reihe an Salomo. Es scheint, dass der Autor des Samuelbuches ihre Taten als Grund der Disqualifizierung erwähnt hat. Demgegenüber wurde der Thronbesitzer Salomo mit der Bemerkung eingeführt, dass JHWH ihn liebte (2 Sam 12,24 ). JHWH gab ihm den Namen Jedidja. Mit der Befestigung des Königtums in der Hand Salomos (1 Kön 2,46 ) ist die Verheißung (2 Sam 7,12 ) in Salomo erfüllt.
Walter Dietrich behauptet, dass die Thronfolgegeschichte zwei eigenständige Novellen enthält – die eine über David, Batseba und Salomo (2 Sam 10–12  und 1 Kön 1–2 ), die andere über Irrungen und Wirrungen im Hause Davids, also Amnon und Absalom (2 Sam 13–20 ).
E. Würthwein versucht zu zeigen, dass eine ursprünglich antidavidische bzw. antidynastische Erzählung einer umfangreichen prodynastischen Bearbeitung unterzogen worden war. Die frühere Darstellung habe David und Salomo in ausgesprochen düsteren Farben gemalt. David erscheine als Ehebrecher und Mörder, Salomos Inthronisation sei das Ergebnis einer dubiosen Palastintrige, der eine Reihe willkürlicher Mordtaten gefolgt seien. Nach Würthwein sei der Autor ein grundsätzlicher Gegner der davidischen Dynastie gewesen. Man habe versucht, David und Salomo zu entlasten bzw. deren Gegner in ein ungünstiges Licht zu rücken.

### Deuteronomistische Redaktion
Ein in der Forschung intensiv diskutiertes Thema ist die Frage nach späteren Überarbeitungen (Redaktionen) des einmal entstandenen Samuelbuches. Im Zentrum der Diskussion stehen Texte, die als deuteronomistisch bezeichnet werden, weil sie eng mit der Sprache und den Inhalten des Deuteronomiums verbunden sind (vgl. z. B. 1. Sam 12,12–15 mit Deut 18,15–18; 28,1 f.). Diese Texte werden seit Martin Noth meist auf eine theologische Schule zurückgeführt, die sogenannten Deuteronomisten.
Umstritten ist, ob die Deuteronomisten als Verfasser des Samuelbuches gelten können, d. h. ob sie es waren, die die Samuel-, Saul- und Davidgeschichten zu einem neuen Buch zusammengefügt und an den Schlüsselstellen (1. Sam 12; 2. Sam 7 u. a.) ihre eigenen Positionen eingefügt haben. Eine andere in der Forschung diskutierte Möglichkeit ist, dass die Deuteronomisten ein bereits bestehendes Samuelbuch erweitert haben, evtl. sogar in mehreren Durchläufen zu verschiedenen Zeiten. Dann hätte man mit mehreren deuteronomistischen Redaktionen zu rechnen, die zeitlich zwischen dem 6. und 3. Jahrhundert v. Chr. verortet werden.
Auffälligerweise fehlen im Samuelbuch aber explizite Verweise auf das Deuteronomium bzw. die Mose-Tora, worauf bereits W.A.M. de Wette und in jüngerer Zeit Benjamin Ziemer hingewiesen haben. Zudem fehlen einige typisch deuteronomistische Elemente in einem Teil der Textzeugen, z. B. die Königschronologie von 2. Sam 5,4–5 in 4QSama. Es ist darum auch möglich, das Samuelbuch als Ganzes als vordeuteronomistisch anzusehen und zu den Quellen des Deuteronomistischen Geschichtswerks (DtrG) zu rechnen.
Nicht strittig ist dagegen Folgendes: Das Samuelbuch ist in seinen verschiedenen Endfassungen als Buch von der Erwählung Davids und Jerusalems mit deuteronomistischem Gedankengut untrennbar verbunden und bildet zusammen mit den Büchern Deuteronomium, Josua, Richter und Könige einen elementaren Bestandteil der Bücherfolge des Deuteronomistischen Geschichtswerks.

## Musikalische Rezeption
- Josquin Desprez: Planxit autem David (Motette, um 1500)
- Jacobus Clemens non Papa: Rex autem David
- Thomas Weelkes: When David heard
- Thomas Tomkins: When David heard
- Heinrich Schütz: Fili mi, Absalon aus Symphoniae sacrae I (1629); Saul, Saul, was verfolgst du mich? aus Symphoniae sacrae III (1650)
- Marc-Antoine Charpentier: David et Jonathas (Oper, 1688)
- Henry Purcell: In guilty night (1693)
- Johann Kuhnau: Musicalische Vorstellung einiger biblischer Historien (Sonaten 1 und 2, 1700)
- Georg Friedrich Händel: Saul (Oratorium, 1739)
- Wolfgang Amadeus Mozart: Davide penitente (1785)
- Modest Petrowitsch Mussorgski: Tsar Saul (1863)
- Carl Nielsen: Saul en David (Oper, 1902)
- Johan Wagenaar: Saul en David (sinfonische Dichtung, 1906)
- Arthur Honegger: Le Roi David (Oratorium, 1921/1923)
- Menachem Avidom: David (Sinfonie, 1948/49)
- Darius Milhaud: David (Oper, 1952–1953)
- Josef Tal: Saul at Ein Dor (Opera concertante, 1955); Amnon and Tamar (Oper, 1959)
- Mario Castelnuovo-Tedesco: Saul (Oper, 1960)
- Eric Whitacre: When David heard (Vokalmusik, 1999)